# Pteropus speciosus
Pteropus speciosus е вид бозайник от семейство Плодоядни прилепи (Pteropodidae).

## Разпространение
Видът е разпространен в Индонезия и Филипини.